# Уоттон, Эдвард
Эдвард Уоттон, устар. Эдуард Воттон (англ. Edward Wotton, лат. Edoardus Vuottonus Oxoniensis, 1492 — 5 октября 1555) — английский медик и естествоиспытатель, один из основоположников биологической систематики в применении к зоологии. Наиболее известен своим трудом De differentiis animalium (1552), который стал первым обстоятельным зоологическим трактатом со времён Аристотеля.

## Биография
Родился в Оксфорде, в приходе Пресвятой Девы Марии в семье Ричарда Уоттона, старшего смотрителя теологического факультета Оксфордского университета, и его жены Маргарет. Школьное образование Эдвард получил в расположенной в Оксфорде школе Магдален Колледж Скул. В 1514 году получил степень бакалавра в Магдален Колледж. В 1525 году, пользуясь покровительством епископа Ричарда Фокса, был направлен от оксфордского Колледжа Корпус-Кристи для продолжения образования в Италию, в том числе для изучения греческого языка. В Италии жил большей частью в Падуе, получил степень доктора медицины в Падуанском университете. После возвращения в Англию преподавал греческий язык в Оксфорде. 8 февраля 1528 года стал членом Королевской коллегии врачей (был президентом коллегии в 1541—1543 годах), занимался медицинской практикой в Лондоне, среди его пациентов были Томас Говард, 3-й герцог Норфолк и Маргарет Поул, графиня Солсбери.
Умер в Лондоне 5 октября 1555 года.

## Вклад в науку
Уоттон с детства интересовался энтомологией и зоологией в целом, он стал первым английским учёным, который систематически занимался естественной историей. В 1552 году в Париже был опубликован его 10-томный труд De differentiis animalium [libri decem] («О различии животных [в десяти книгах]», 1552), в котором Уоттон предпринял попытку систематически классифицировать весь известный животный мир. Работа представляет собой обзор древних сочинений на зоологические темы с замечаниями Уоттона. Важной его заслугой стал отказ от описания в своей работе различных фольклорных или выдуманных существ, в большом количестве присутствовавших в трудах его предшественников. Материал в своей работе Уоттон излагает в порядке, который использовал Аристотель: в первых трёх томах даются общие характеристики животных, в следующих томах даются частные характеристики, которые начинаются с человека, затем продолжаются четвероногими животными, затем кальмарами, ракообразными и моллюсками.
Уоттон также собирал материалы по истории изучения насекомых; эти материалы вошли составной частью в работу Insectorum sive Minimorum Animalium Theatrum («Инсекторум, или Театр насекомых») — иллюстрированный справочник по классификации и жизни насекомых, который был опубликован почти через 80 лет после его смерти, в 1634 году, под редакцией другого английского врача и естествоиспытателя, Томаса Маффета.